# Mecze reprezentacji Polski w futsalu mężczyzn prowadzonej przez Klaudiusza Hirscha
Zestawienie meczów reprezentacji Polski w futsalu pod wodzą selekcjonera Klaudiusza Hirscha.

## Opis
Kadencja Klaudiusza Hirscha trwała zaledwie pięć miesięcy. Miała ona miejsce w okresie od 19 listopada 2012 roku do 17 kwietnia 2013 roku. Debiut w roli selekcjonera zaliczył 5 grudnia 2012 roku w Rzeszowie w wygranym 6:0 meczu towarzyskim z reprezentacją Mołdawii. Początkowo miał być trenerem tymczasowym z powodu zaplanowanych meczów i Było to jedyne jego zwycięstwo jako selekcjonera kadry A. Ostatni mecz prowadził 30 marca 2013 roku w serbskiej Zrenjaninie w przegranym 3:4 z Grecją  meczu eliminacyjnym mistrzostw Europy 2014 z reprezentacją Grecji. W dniu 16 kwietnia złożył rezygnację z posady selekcjonera. Poprowadził reprezentację w 9 meczach: 1 wygrane, 1 zremisowane i 7 przegranych.

## Oficjalne międzynarodowe mecze
| Lp. | Data       | Miejsce      | Przeciwnik | Wynik | Strzelcy                                                                              | Turniej         |
| --- | ---------- | ------------ | ---------- | ----- | ------------------------------------------------------------------------------------- | --------------- |
| 1.  | 05.12.2012 | Rzeszów      | Mołdawia   | 6:0   | Rafał Franz (2x), Tomasz Dura, Michał Kubik, Daniel Lebiedziński, Marcin Mikołajewicz | Mecz towarzyski |
| 2.  | 06.12.2012 | Krosno       | Mołdawia   | 0:0   |                                                                                       | Mecz towarzyski |
| 3.  | 08.01.2013 | Ponte de Sor | Portugalia | 1:3   | Rafał Franz                                                                           | Mecz towarzyski |
| 4.  | 09.01.2013 | Ponte de Sor | Portugalia | 0:5   |                                                                                       | Mecz towarzyski |
| 5.  | 10.02.2013 | Lwów         | Ukraina    | 0:3   |                                                                                       | Mecz towarzyski |
| 6.  | 11.02.2013 | Lwów         | Ukraina    | 2:6   | Dominik Solecki, Paweł Budniak                                                        | Mecz towarzyski |
| 7.  | 27.03.2013 | Zrenjanin    | Serbia     | 0:2   |                                                                                       | El. Euro 2014   |
| 8.  | 28.03.2013 | * Zrenjanin  | Portugalia | 2:5   | Marcin Czech, Michał Kubik                                                            | El. Euro 2014   |
| 9.  | 30.03.2013 | * Zrenjanin  | Grecja     | 3:4   | Bartosz Łeszyk (2x), Marcin Czech                                                     | El. Euro 2014   |

## Bilans

### Ogółem
| Ogółem | M | Z | R | P | GZ | GS | BG  |
| ------ | - | - | - | - | -- | -- | --- |
| Ogółem | 9 | 1 | 1 | 7 | 14 | 28 | –14 |

### Miejsce
| Miejsce         | M | Z | R | P | GZ | GS | BG  |
| --------------- | - | - | - | - | -- | -- | --- |
| Dom             | 2 | 1 | 1 | 0 | 6  | 0  | +6  |
| Wyjazd          | 5 | 0 | 0 | 5 | 3  | 19 | –16 |
| Neutralny teren | 2 | 0 | 0 | 2 | 5  | 9  | –4  |

### Turnieje
| Turniej               | M | Z | R | P | GZ | GS | BG |
| --------------------- | - | - | - | - | -- | -- | -- |
| El. mistrzostw świata | 3 | 0 | 0 | 3 | 5  | 11 | –6 |
| Mecze towarzyskie     | 6 | 1 | 1 | 4 | 9  | 17 | –8 |

### Lata
| Rok  | M | Z | R | P | GZ | GS | BG  |
| ---- | - | - | - | - | -- | -- | --- |
| 2012 | 2 | 1 | 1 | 0 | 6  | 0  | +6  |
| 2013 | 7 | 0 | 0 | 7 | 8  | 28 | –20 |

## Strzelcy
| Lp. | Zawodnik            | Liczba goli |
| --- | ------------------- | ----------- |
| 1.  | Rafał Franz         | 3           |
| 2.  | Marcin Czech        | 2           |
| 2.  | Michał Kubik        | 2           |
| 2.  | Bartosz Łeszyk      | 2           |
| 5.  | Paweł Budniak       | 1           |
| 5.  | Tomasz Dura         | 1           |
| 5.  | Daniel Lebiedziński | 1           |
| 5.  | Marcin Mikołajewicz | 1           |
| 5.  | Dominik Solecki     | 1           |